# Aplahoué
Aplahoué è una città situata nel dipartimento di Kouffo nello Stato del Benin con 138 686 abitanti (stima 2006).